# Бесславное возвращение Йозефа Катуса в страну Рембрандта
Бесславное возвращение Йозефа Катуса в страну Рембрандта (нидерл. De Minder gelukkige terugkeer van Joszef Katus naar het land van Rembrandt) — фильм Вима Верстаппена, снятый в 1966 году совместно с Пимом де ла Парра за несколько недель с минимальным бюджетом, и повествующий о «ревущих шестидестых».

## Сюжет
Парень, только что вернувшийся из Парижа, попадает в одну из многих демонстраций, идущих по стране. Он пытается понять против чего идёт борьба.

## Награды
Фильм отмечен на фестивале в Манхайм-Хейдельберге и был показан на Кинофестивале в Каннах.